# Service Control Point
Service Control Point (SCP) je standardní komponenta inteligentní sítě (IN), která slouží pro poskytování pokročilých služeb. Standardní SCP používané v dnešních telekomunikacích používají Signalizační systém č. 7, SIGTRAN nebo SIP. SCP posílá dotazy na Service Data Point (SDP), který obsahuje skutečnou databázi a adresář. Pomocí databáze na SDP identifikuje SCP číslo, na které má být volání směrováno. Stejné mechanismy se používají pro směrování volání na bezplatné linky.
SCP může komunikovat s inteligentními periferiemi (intelligent peripheral, IP), které umožňují přehrávání hlasových zpráv nebo předávání hlasových informací účastníkům například pro předplacených dálkových volání pomocí kódů karet. Pro vyvolání funkcí se používají speciální předvolby obsahující znak "#", který lze používat i pro ukončení zadávání uživatelského jména nebo hesla nebo pro přesměrování volání (call forwarding).
Tyto pokročilé funkce jsou realizovány pomocí protokolu Intelligent Network Application Part (INAP), který v protokolovém zásobníku Signalizačního systému č. 7 využívá protokol Transaction Capabilities Application Part (TCAP). TCAP patří do aplikační vrstvy rodiny protokolů Signalizační systém č. 7.
Podle architektury sítě zvolené telekomunikačním operátorem jsou SCP propojeny s uzly Service switching point (SSP) buď přímo nebo pomocí Signalizačních tranzitních bodů (STP). Obvykle se používá řešení s STP.
Rozdělení prvků inteligentní sítě na SCP a SDP je obvyklá průmyslová praxe označovaná termínem split architecture. Důvodem je, že se operátoři chtějí zbavit závislosti mezi oběma funkcionalitami, aby se usnadnily upgrady systému a aby jednotlivé prvky mohly být dodávány různými dodavateli.